# Paracheirodon
 Paracheirodon  (von griechisch para „neben“; Cheirodon) ist eine im nördlichen tropischen Südamerika heimische Gattung von Süßwasserfischen aus der Salmlerfamilie der Acestrorhamphidae. Zur Gattung gehören der Neonsalmler (Paracheirodon innesi), der Blaue Neon (Paracheirodon simulans) und der Rote Neon (Paracheirodon axelrodi) an. Sie stellt damit einige der beliebtesten Süßwasserzierfische überhaupt.

## Merkmale
Paracheirodon-Arten werden 3,5 bis 5 Zentimeter lang. Sie haben einen spindelförmigen, seitlich abgeflachten Körper und sind durch das charakteristische grün bis blau irisierende Neonband leicht von anderen Salmlerarten zu unterscheiden. Der Rücken ist olivbraun bis rotbraun, der Bauch mehr oder weniger rot gefärbt. Die für Salmler typische Fettflosse ist vorhanden.

## Arten
- Neonsalmler (Paracheirodon innesi (Myers, 1936))
- Roter Neon (Paracheirodon axelrodi (Schultz, 1956))
- Blauer Neon (Paracheirodon simulans (Géry, 1963))

Trotz ähnlichen Namens gehören der Schwarze Neon und der Grüne Neon nicht zur Gattung Paracheirodon.

## Systematik

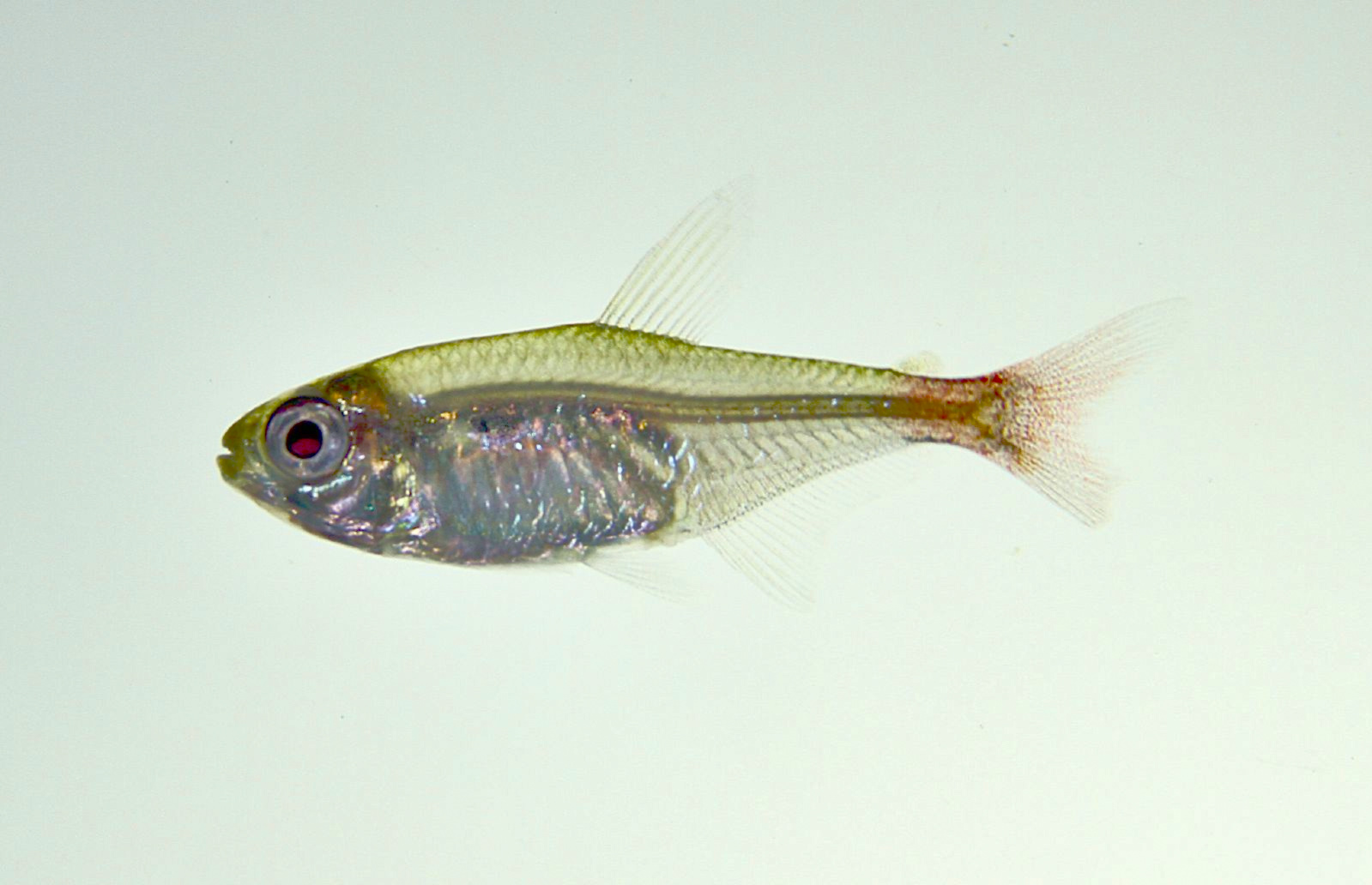
Der Blutschwanzsalmler (H. stictus), ein naher Verwandter der Gattung Paracheirodon

Die Gattung Paracheirodon wurde im Jahr 1960 durch den französischen Ichthyologen Jacques Géry eingeführt. Typusart ist der Neonsalmler (Paracheirodon innesi). Schwestergattung von Paracheirodon ist die Gattung Brittanichthys, die den Neons äußerlich ähnlich ist, bei der der grünblaue Leuchtstreifen aber weniger ausgeprägt ist und der rote Streifen nur auf dem Schwanzstiel zu finden ist. Schwestergruppe der von Paracheirodon und Brittanichthys gebildeten Klade ist der Blutschwanzsalmler (Hemigrammus stictus). Gemeinsam mit den Gattungen Axelrodia und Petitella bilden sie eine an das Leben in Schwarzwasserflüssen angepasste Klade innerhalb der Unterfamilie Megalamphodinae in der Familie Acestrorhamphidae.